# Вело Веронезе
Вело Веронезе (итал. Velo Veronese) је насеље у Италији у округу Верона, региону Венето.
Према процени из 2011. у насељу је живело 245 становника. Насеље се налази на надморској висини од 1064 м.

## Становништво
| 1931. | 1936. | 1951. | 1961. | 1971. | 1981. | 1991. | 2001. | 2011. |
| ----- | ----- | ----- | ----- | ----- | ----- | ----- | ----- | ----- |
| 1.700 | 1.735 | 1.713 | 1.461 | 1.035 | 860   | 824   | 798   | 781   |